# A Próxima Vítima
 (février 2014).
Si vous disposez d'ouvrages ou d'articles de référence ou si vous connaissez des sites web de qualité traitant du thème abordé ici, merci de compléter l'article en donnant les références utiles à sa vérifiabilité et en les liant à la section « Notes et références ».
A Próxima Vítima est une telenovela brésilienne diffusée en 1995 par Rede Globo. Cette série télévisée suit un jeune étudiant en droit, qui commence à travailler en tant que détective afin de démasquer l'auteur d'une série de meurtres.